# FN MAG通用機槍
FN MAG（意為：通用機槍；經常被稱為FN MAG-58）是一款由比利时槍械製造商埃斯塔勒國營工廠（英語：Fabrique Nationale de Herstal，簡稱：FN）槍械設計師歐內斯特·費爾菲（Ernest Vervier）於1950年代初期研製及同年代後期生產的一種彈鏈供彈及氣動式操作的輕重兩用中型通用機槍，發射7.62×51毫米北约口徑步枪子彈。
FN MAG已經被超過80個國家和地區所採用，其中包括比利時、英国、澳大利亚、加拿大、美国、瑞典；而且有多個國家在取得特許生產證後合法生產，如阿根廷、埃及、印度、新加坡和英国。FN MAG具有三種主要版本可供選擇：標準型，步兵機槍型號MAG Model 60-20，裝甲戰鬥車輛的同軸機槍衍生型號MAG Model 60-40和飛機的航空機槍衍生型號MAG Model 60-30。FN MAG與俄罗斯PK系列一樣是目前世界上最流行的通用機槍之一，並於全球各地的武裝衝突中被廣泛使用。

## 歷史
在1945年以後，許多國家的設計人員都試圖利用MG42的原理，生產出自己的通用機槍。1950年代初期，比利时國營埃斯塔勒槍械設計師歐內斯特·費爾菲成功研發了一種通用機槍。這種通用機槍就是FN MAG。

## 設計細節

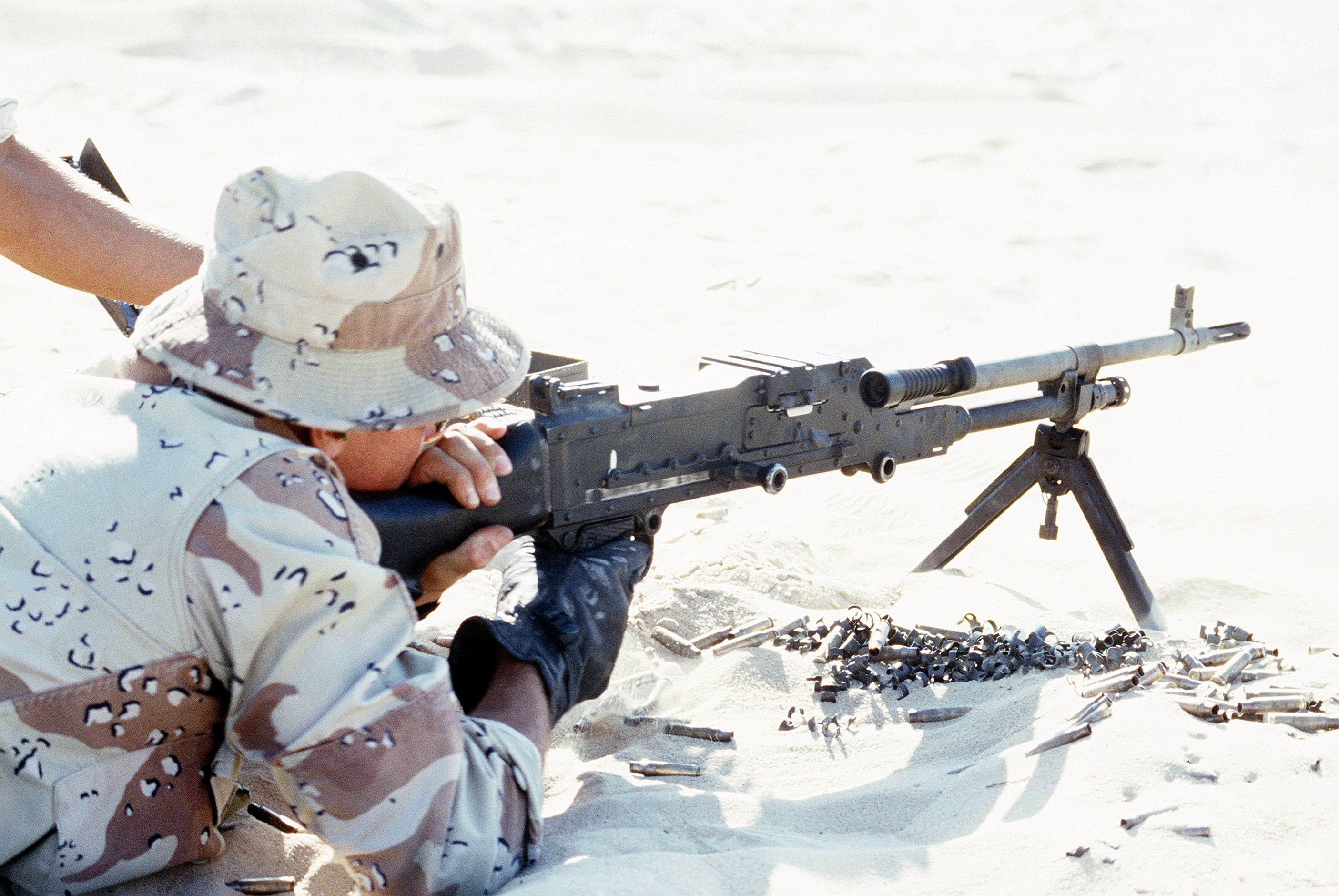
一名美国海军陆战队使用英國的MAG版本L7A2射擊。

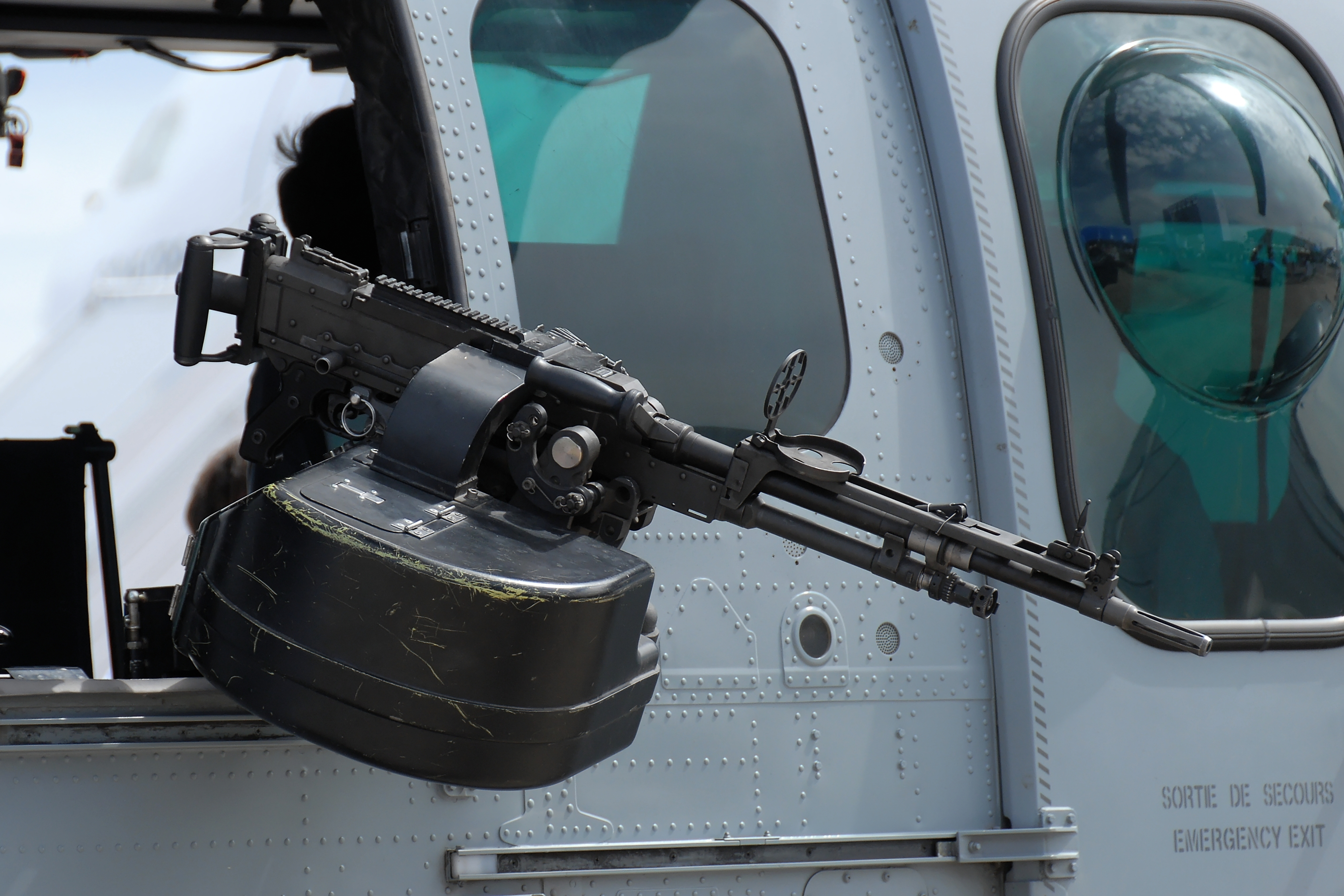
在2007年巴黎—勒布尔热机场上舉行的国际航空航天展上，裝在歐直EC725美洲豹Mk Ⅱ直升機直升機上的FN MAG空用機槍型態。

FN MAG Model 60-20是一挺全自動、氣冷、氣動式操作的通用機槍，以開放式槍栓發射彈鏈供彈的7.62×51毫米北约口徑步枪子彈。

### 操作機構
FN MAG的機匣結構與白朗寧機槍相似，為長方形沖鉚件機匣，強度較好，而且機匣內部、表面均採用表面鍍鉻處理。一般機匣壽命可達70,000發，保養維護良好的話更可以超過90,000發。機匣前後兩端經過加強，分別容納槍管節套、活塞筒、槍托和緩衝器。機匣內側有縱嚮導軌用以支撐及引導槍機組件的往復運動。在機匣導軌的限制以下，槍機在復進到位時，閉鎖桿向下擺動，閉鎖支承面位於機匣底部；當閉鎖完成時，閉鎖桿抵在閉鎖支承面上。拉機柄導槽位於機匣右側，拋殼口位於機匣底部。

長行程活塞傳動系統的示意圖

FN MAG使用點燃的火藥氣體，通過在槍管上的一個氣導孔導流，推動導氣活塞連桿連接到其閉鎖組件（它採用了長行程活塞傳動系統）。槍管後膛與垂直傾斜的閉鎖桿起落式閉鎖機構，通過一個鉸接式接頭以連接到槍機機框以實現閉鎖。引導閉鎖桿的閉鎖肩部和凸輪表面，位於機匣的基座上。MAG採用了一系列從其他成功槍械的成熟設計理念，例如閉鎖機構是以美國M1918白朗寧自動步槍（BAR）為藍本，只是閉鎖桿起落式閉鎖機構的閉鎖部位有所改動；而彈鏈供彈機構中的雙程供彈裝置和扳機機構是從二戰時期的德國MG42通用機槍改進而成。
FN MAG採用開放式槍栓（Open bolt）射擊。無論是彈簧為動力的抽殼鈎和拋殼頂桿都包含在槍機裡。在發射後，發射過的彈殼會從機匣基座上的拋殼口（使用MG42型彈簧定位式拋殼口防塵蓋覆蓋整個拋殼口）拋出槍外。機槍具有擊針發射機構（槍機機框充當了擊針，因為它包含了容納擊針的擊針孔，固定於擊鐵上，沒有擊針簧，發射時從槍機的表面上突出），一個沒有半自動模式的純全自動模式扳機組件，和位於手槍握把上方的交叉螺栓型按鈕式手動保險卡筍。手動保險卡筍的外表是一根橫推式頂桿。把手動保險從槍的左邊推向右邊，保險卡筍的右側露出字母“S（保險）”時，它置於阻鐵頭下方並將擊發阻鐵機構其鎖上，阻止阻鐵頭下落而不能射擊；所以其保險只能防止阻鐵扳起來。把手動保險從右邊推向左邊，保險卡筍左側露出字母“F（射擊）”時，其缺口面朝上而不會影響阻鐵的運動。

### 裝彈及退彈

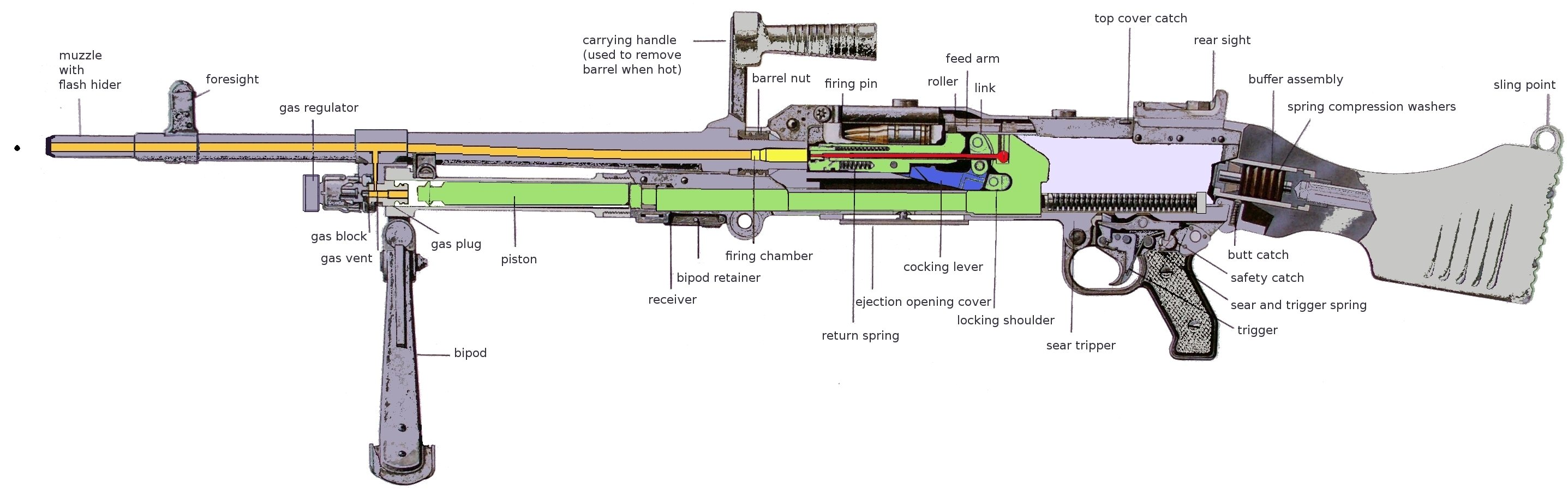
FN MAG的結構

FN MAG是由開放式鏈接、金屬彈鏈從左側的供彈口供彈。其供彈機構其實有兩種類型：第一種使用美國研製的M13可散式彈鏈（北約標準規格）；而另一種則是使用德國的DM1不可散式彈鏈，每50發為一節，並通過子彈連接。這兩種供彈機構可以互換，而且供彈原理是一樣的，都是採用雙程供彈，彈鏈在槍機復進和後座過程中各移動二分之一節距。為了讓武器供彈機構可從其中一種轉換為另一種，供彈機構的幾個組成部分需要重新配置，因為供彈機盤的阻彈齒和在上蓋板的撥彈桿的角度、兩者的位置是不同的。FN MAG具有撥彈桿式供彈機構，在槍機機框向後和向前的往復週期中，將供彈的那一節鏈鈎繼續移動，造成平滑的彈鏈流動。供彈機構的三根撥彈卡爪通過連接到槍機機框的槍機滾輪聯動。撥彈桿的軸在後端，前端與一很短的雙臂槓桿相連。雙臂槓桿繞中心軸迴轉，當一端向內時，另一端就向外。內、外撥彈齒系分別由雙臂槓桿的兩端帶動。槍機頂部具有一個帶彈簧的滾輪，在供彈機蓋（機匣蓋）內撥彈桿的曲線槽中滑動。供彈通道導軌、供彈連桿、兩條供彈滑道和供彈機盤均採用表面鍍鉻處理。供彈機蓋（機匣蓋）蓋體為陽極化處理的鋁製澆鑄件。
將FN MAG上膛的方法是拉動其機匣右側的拉機柄直到槍機被拉動到最後方。這時武器就會處於安全狀態，拉機柄會自行向前推回原位（裝在坦克台座的版本則是彈簧裝填）。然後把FN MAG的機匣蓋（供彈器蓋）向前打開成垂直，並且通過起始拉條將串聯著大量子彈的彈鏈（開口向下）從槍身左側的輸彈口插入機匣內的供彈機盤，使首發槍彈靠在右邊的阻彈齒上。彈鏈夾進去以後，關閉FN MAG的機匣蓋（供彈器蓋），這樣武器就完成射擊準備的操作。以及解開保險便可發射。
FN MAG是以開放式槍栓進行射擊，這意味著槍機和相關工作部件向後拉動機柄裝彈以後到在準備開火時都被卡在後方位置並打開槍機部份，直到扣動扳機後槍機才被放開前進，將子彈由供彈機內部的彈鏈中推進膛室內並且將子彈發射出去。靜止的撞針會隨著槍機而移動並且繞過擊錘。一塊阻鐵用來控制武器的內部機構，穩定了發射速率的一致性，以確保適當的功能性和準確性。然而，FN MAG使用開放式槍栓的缺點是亦有可能由於槍機覆蓋，因而做成了增加其走火的可能性。發生這種情況的時候足以迫使槍機越過阻鐵的控制並且在沒有扣下扳機以下連續發射而且不能停止。即使是FN MAG所設置的保險裝置亦不能阻止這種情況的發生。

### 槍管
FN MAG採用氣冷式快速更換式槍管，槍管長度為630毫米（24.8英吋），具有裝在槍口、形狀類似於M14戰鬥步槍的消焰器以及同時連接到槍管上的準星座、提把和氣體調節器，槍管重量為3.05公斤（6.72磅）。槍管膛室和內膛均採用表面鍍鉻處理，槍管標準膛線纏距為1：12，膛線（與陰膛）4條，右旋。用螺紋固定於槍管上。個別國家為他們的FN MAG增設一種加厚的重型槍管。
槍管提把的套箍卡在節套凸緣上，轉動提把，即將節套固定於機匣中。轉動提把時，首先應將提把向前推，使槍管鎖扣與節套解脫。射擊時，提把會置於槍身右側以防止影響瞄準。
槍管與槍管節套是以斷隔螺紋連接的，節套外表面具有與機匣結合的斷隔螺。槍管固定栓（兼作為槍管釋放按鈕）位於武器機匣左側，其作用是防止槍管節套鬆動。
拆卸槍管時，首先武器退彈完成，然後將機匣處於直立狀態，用手按壓住其槍管固定栓銷，以後便可把提把從右側向左轉動至中間垂直位置，使槍管鎖扣與機匣節套的凸緣解脫。然後槍管固定栓被釋放以下，利用提把向前推動槍管，最後向上提起槍管從機匣拉出並放置在一旁將其卸下。拆卸槍管時要求射手在擰動氣體調節器的同時以另一隻手護住氣體調節器周圍，以防開口定位卡環彈出丟失。最後還要向後推導氣箍座上的銷釘並將其取出。在裝上新槍管的時候，把新槍管插入機匣內部，同時氣體調節器套筒插入活塞筒口，然後向右轉動提把，鎖定到位。其槍管更換方法比M60簡單快捷。
在長時間的發射以後，必須小心不要讓裸露的皮膚接觸到武器。灼熱的槍管與一般狀態的槍管沒有明顯的變得不同，但卻足以在觸碰時當場造成二度燒傷。這些過熱的槍管在任何人使用任何對红外线辐射敏感的光學裝置類別（例如夜視裝置）及型號，都會發出明顯的光。

### 氣體調節器及改變射速
FN MAG比同期其他機槍優秀之處在於其槍管下方的氣體排出孔處具有氣體調節器。氣體調節器與導氣裝置一樣位於槍管下方的氣動活塞前方，裝在導氣箍中，與氣體調節器氣塞相連，為可調整的螺旋式設計。而槍管正下方鑽有導氣孔，高壓火藥燃氣經由導氣孔進入氣體調節器。導氣箍與槍管採用壓配合，並以銷子固定。與FN FAL戰鬥步槍一樣，FN MAG的氣體調節器亦採用排氣式原理，通過改變排氣孔的大小來控製作用於活塞頭上的氣體能量。氣體調節器套筒內具有一個氣塞，氣塞上有三個排氣孔。
射速可控制三種不同的設置。通過氣體調節器的調節，控制關閉排氣孔的數量，可改變理論射速。在正常條件以下，當氣體調節器調節到位置“1”的時候，即只關閉一個排氣孔時，射速最低，約為650發／分。而剩下的兩個設置，每設置會增加100發／分的射速。當裝在導氣箍中的氣體調節器調節到位置“2”時，即只關閉兩個排氣孔時，射速大約在850發／分；當氣體調節器調節到位置“3”的時候，即關閉全部三個排氣孔時，射速最高，約1,000發／分。氣體調節器需要拆卸槍管，移除氣體調節器套筒和轉動氣體調節器控制關閉排氣孔的數量，以便更多的或更少的高壓火藥燃氣在運動期間通過其武器系統。一般而言，氣體調節工作最好是在執行任務之前調節完成的，這是因為在不斷變化的戰場或作戰條件的情況以下進行更改設置會極容易導致分心。個別國家為他們的FN MAG增設或減少氣體調節器的位置和尺寸，以增加射速選擇或控制射速。
一般情況而言，射手都會選用最低射速，這一方面是為了容易控制後坐力，另一方面也可以節省彈藥；而且如果選擇最高射速，槍管磨損速度和更換頻率會比較高。但當長時間射擊以後，零部件受熱膨脹、或是火藥殘渣積聚甚多、或是污物進入槍身機構中時，可通過增加作用於活塞頭上的火藥氣體的壓力，以克服增加的摩擦阻力，使武器保持正常工作。比如調節到位置“3”，關閉三個排氣孔，使全部火藥燃氣都用來推動活塞。

### 其他功能
該機槍在氣動活塞筒的前端整合了兩腳架，铝製架腿可以轉動和調整高度，使該槍用作轻机枪時能夠架設在高低不平的斜坡以上進行射擊。當攜槍搬運或是用作前護木時，將兩腳架向後折疊，而且利用架腿上各具有的一鉤子分別卡入機匣兩側的凹槽之中，並由滑動的彈簧式限定銷固定。當使用腰射時，保持兩腳架腿展開並且緊握住腳架左腿作為支撐。兩腳架可以從氣動活塞筒上移除，先把氣動活塞筒頭的輥銷拔出，直到它是平齊和兩腳架可以轉動到足以拆卸氣動活塞筒的固定鎖耳。兩腳架的方向射界為50°（880密位）。
FN MAG還配備了一具固定式木製槍托、手槍握把、提把和機械瞄具。最後者包括前端的刀片狀準星和一個具有兩種照門的可折疊葉片式表尺。準星座固定在槍口處的橫向燕尾槽中，風偏和高低的歸零校正是通過調整準星進行的。進行高低調整時需要使用專用工具抬起準星固定夾，將準星轉動或數個180 °以後放下固定夾；而進行水平調整時則擰緊和擰鬆燕尾槽兩邊的固定螺以橫向移動準星座。折疊葉片式表尺平放時使用位於表尺向下位置的覘孔式照門，進行實彈射擊時射程裝定為200米至800米，每100米為一個增量；而表尺豎直後則使用表尺的開放式Ｕ型缺口式照門，射程裝定是800米至1,800米，同樣每100米為一個增量。表尺以鉸鏈裝在機匣頂部的鍛製、連護翼基座上。
在FN MAG用作靜態固地機槍（重機槍）的時候，可架設在一具彈性三腳架，例如在FN 360°三腳架以上。這具種彈性三腳架可緩衝射擊時的振動，減小點射時的散佈面，提供比兩腳架更高精度和控制的程度。使用時，把兩根耳軸銷插入機匣底部的固定環中，再把直推銷插入扳機護圈上面的固定孔中，槍身即固定於三腳架上。三腳架本身重量為10.5公斤（23.15磅），最高火線高度為720毫米（28.35英吋），最低火線高度為254毫米（10英吋）。它設有仰角調節機構，使武器的孔軸保持在300毫米（11.81英吋）至600毫米（23.62英吋），具有±30°（530密耳）高低射界和360°橫動範圍。三腳架上有概略方向弧形板、固定扳手以及方向精瞄機。精瞄機每轉動一格相當於方向變化一密位，其調整範圍是30密耳。概略方向弧形板的瞄準範圍為±600密耳，方向射界為67°（1,200密耳）。方向弧形板上有擋塊，當機槍實施擺射時可將擋塊解脫。高低瞄準有高低弧形板，用手輪調節。
目前美軍研製的M192三腳架也可以將FN MAG（M240）裝上使用，重量減輕只有5.2公斤，比其原配備的三腳架更輕。

## 衍生型

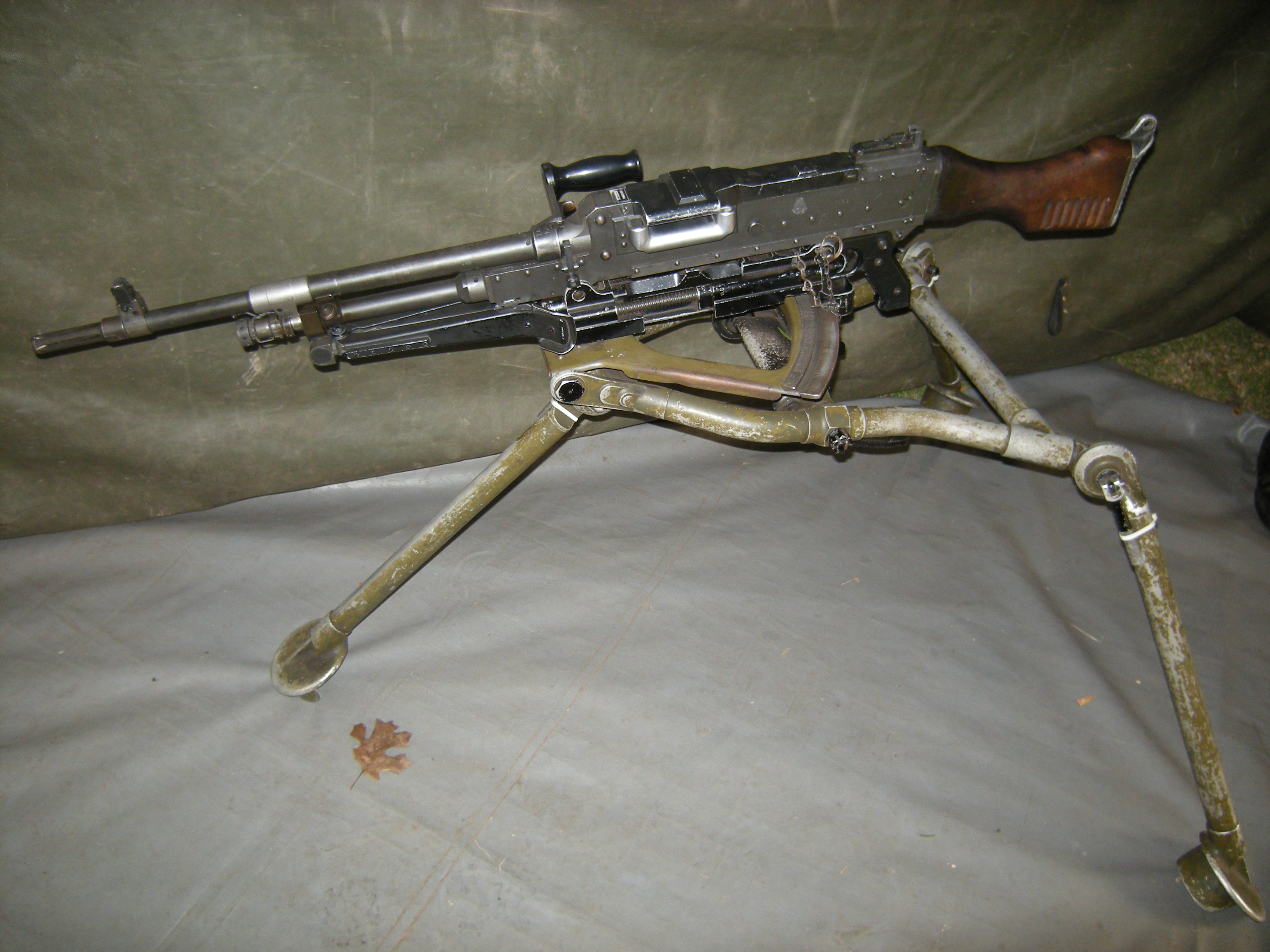
7.62 Metralladora Tipo 60-20 MAG，FN MAG的阿根廷版本，被阿根廷陸軍所採用。

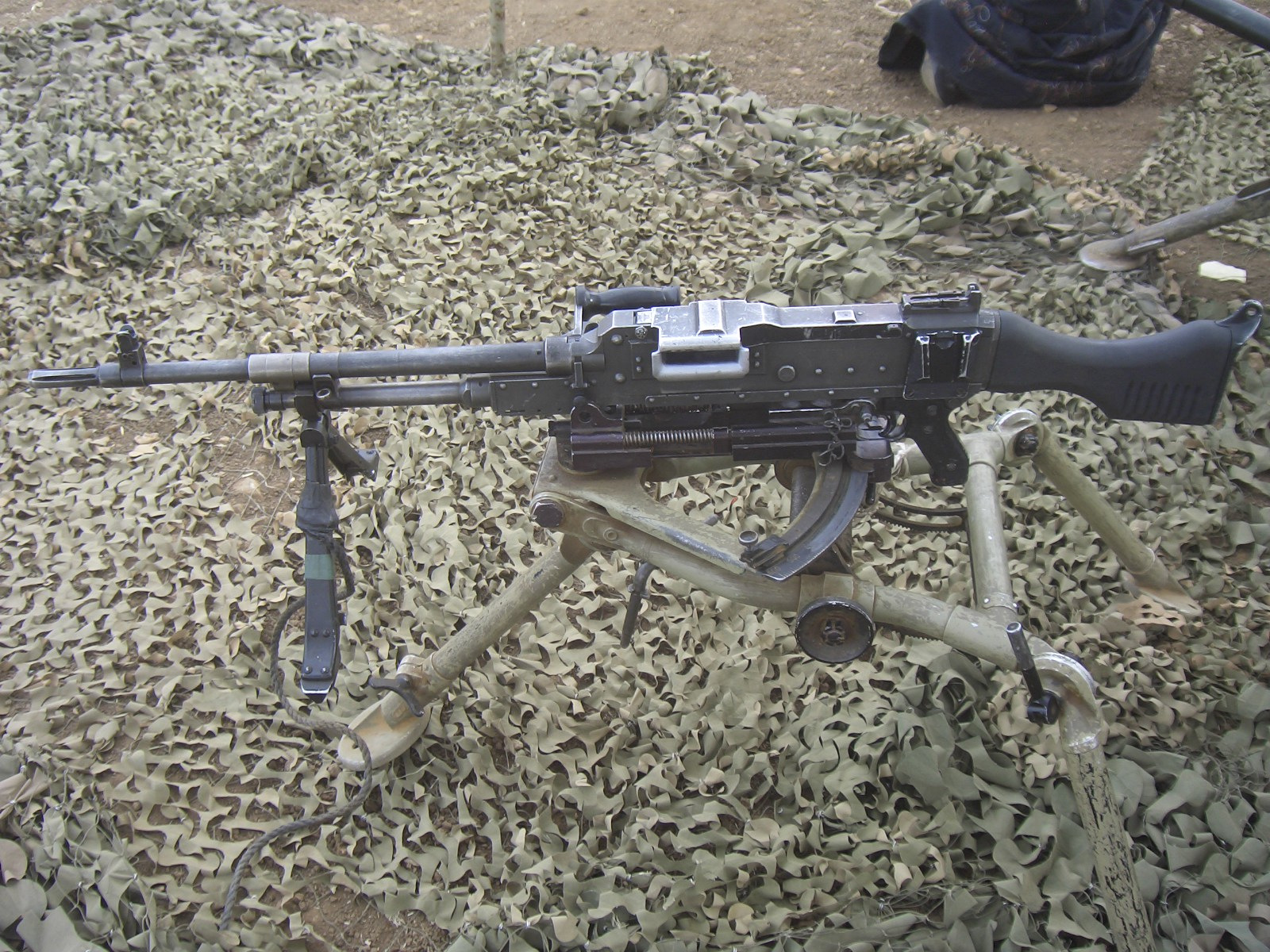
被以色列國防軍所採用的FN MAG。

### 國營赫斯塔爾生產型號
比利時FN生產的MAG主要有4種型號：
| 命名      | 特色描述 |
| --------- | --- |
| MAG 60-20 | 標準的步兵型，安裝手槍握把、固定槍托和兩腳架，附帶有三腳架；有許多其他國家對應的次要衍生型號，包括T3（L7A1）、T6（L7A2）和M240G等。 |
| MAG 60-30 | 固定安裝的航空機槍型，使用電磁操縱扳機；能夠，至少在某些次要衍生型號，根據安裝在飛機上或莢艙內的不同位置，從左側供彈或右側供彈。    |
| MAG 60-40 | 裝甲戰鬥車輛砲塔的同軸機槍；有許多其他國家對應的次要衍生型號，包括T3（M240）。                                                      |
| MAG 10-10 | 裝上短槍管及槍托的叢林型。 |

載具使用型MAG衍生型取消了槍托、兩腳架、提把、手槍握把、拋殼口防塵蓋以及光學瞄準鏡接口，視乎武器部署狀況而使用標準手槍握把，延長把手組合或電動扳機。航空型FN MAG則不設金屬照準具，彈鏈供彈模式可自由選擇左方或右方並使用電動扳機。但它確實地，具有一個新型的閉口式氣體調節器。根據武器的用途，機槍也可以配備一根延長的拉機柄聯動桿，標準扳機組件（連手槍握把），或是專業化的扳機組件連電子發射扳機。
而樞栓安裝的航空機槍飛機型號，無論是從右手側或左手側供彈，都完全地以M13可散式彈鏈供彈。因此這種配置的武器通常都取消了標準機械瞄具，而且配備了電動觸發。

### 英國軍隊的衍生型
| 型號  | 源自   | 特色描述 |
| ----- | ------ | --- |
| L7A1  | FN MAG | 與比利時原廠相當的7.62×51毫米北约口徑FN MAG 60-20 T3型機槍。                                                                                 |
| L7A2  | L7A1   | L7A1衍生型；FN MAG 60-20 T6型機槍；改進供彈系統，使用50發彈鏈箱，塑料槍托及供光學瞄準器使用的支架。                                          |
| L8A1  | L7A1   | L7A1衍生型；安裝於裝甲戰鬥車輛內部使用的同軸機槍。不設槍托。槍管配備了排煙裝置。電磁操縱扳機，但仍保留傳統扳機和折疊式手槍握把以供緊急使用。 |
| L8A2  | L8A1   | L8A1衍生型；改進供彈系統。 |
| L19A1 | L7A1   | L7A1衍生型；使用額外加重槍管。 |
| L20A1 | L7A1   | L7A1衍生型；航空機槍，搖控電動操作射擊，給筴艙和外置式安裝接口使用。                                                                         |
| L20A2 | L20A1  | L20A1衍生型；改進供彈系統。 |
| L37A1 | L8A1   | L8A1衍生型；L8A1的後膛和L7A1的槍管，安裝於裝甲戰鬥車輛內部使用的同軸機槍。具有傳統型手槍握把和扳機，加裝套件後可將機槍拆卸供外部使用。       |
| L37A2 | L37A1  | L37A1衍生型；以L8A2為基礎，其他與L37A1相同。                                                                                                 |
| L43A1 | L7A1   | L7A1衍生型；作為FV101蝎子輕型坦克的測距用同軸機槍，設有消焰器，槍身結構強化以提高持續射擊時的精度                                            |
| L44A1 | L20A1  | L20A1衍生型；被英國皇家海軍所使用 |

L7通用機槍被英國軍隊所採用。L7和相關的L8是FN MAG的特許生產衍生型。英國陸軍的當前版本正式給予編號為L7A2 GPMG（通用機槍）。
L7在1957年的試驗以後被英軍所採用，作為長期於英軍服役的維克斯中型機槍（中距離用途）和布倫轻机枪（輕型突擊用途）的替代者。
1961年，英国皇家輕兵器廠（即現在的英國航太）取得MAG海外特許生產牌照，並且生產了一系列機槍型號：L7A2、L8A2、L37A2、L20A1以及L43A1。這些型號全部使用M13彈鏈供彈。

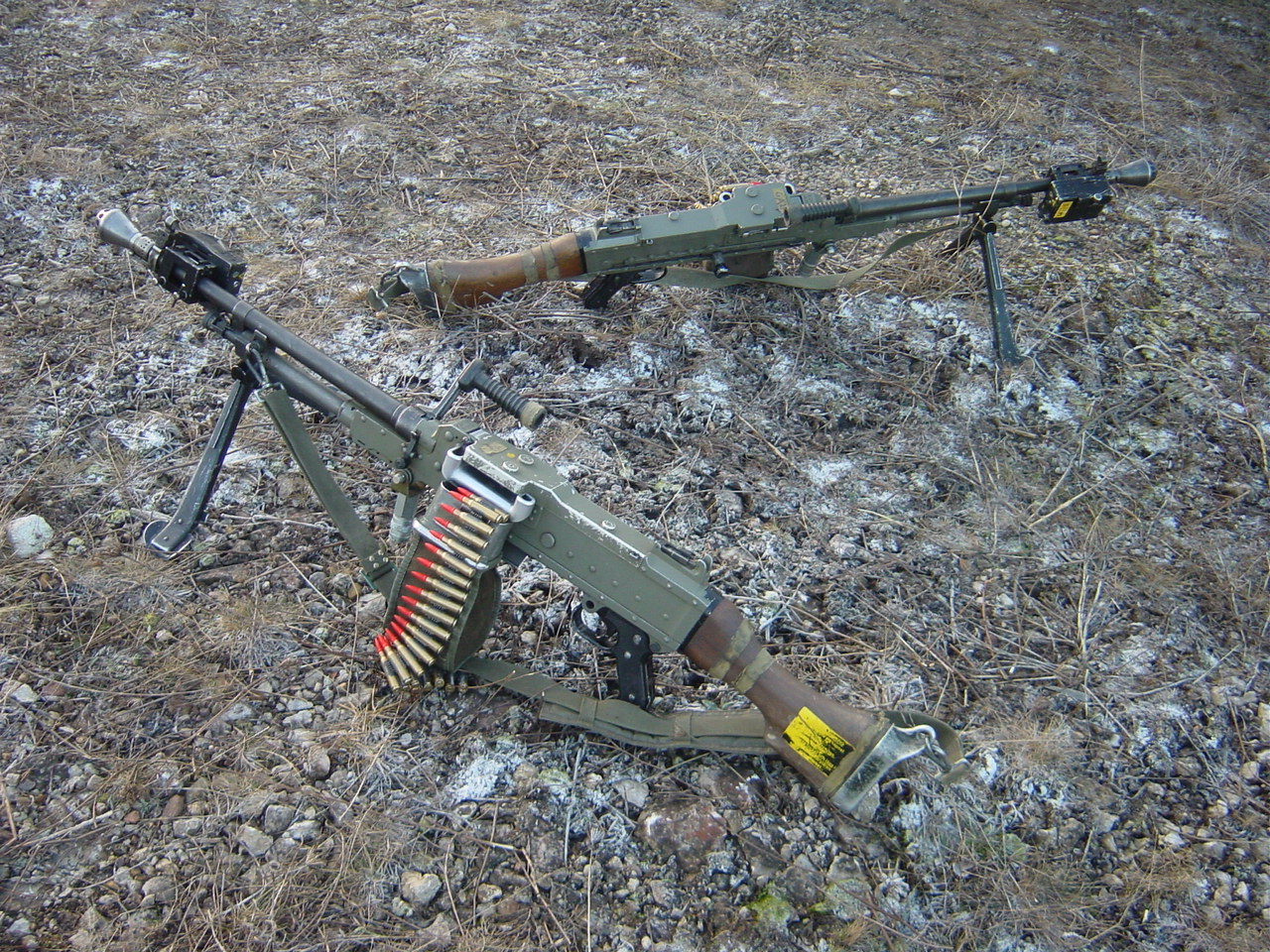
兩挺裝填空包彈、槍口裝上空包彈助退器的Ksp 58B

### 瑞典軍隊的衍生型
Ksp 58（瑞典語：Kulspruta 58；解作「58式機槍」）系列是由瑞典佛倫內德飛比斯福肯-卡爾古斯塔夫公司（英語：FFV-Carl Gustaf）特許生產的FN MAG。

### 中華民國陸軍的衍生型

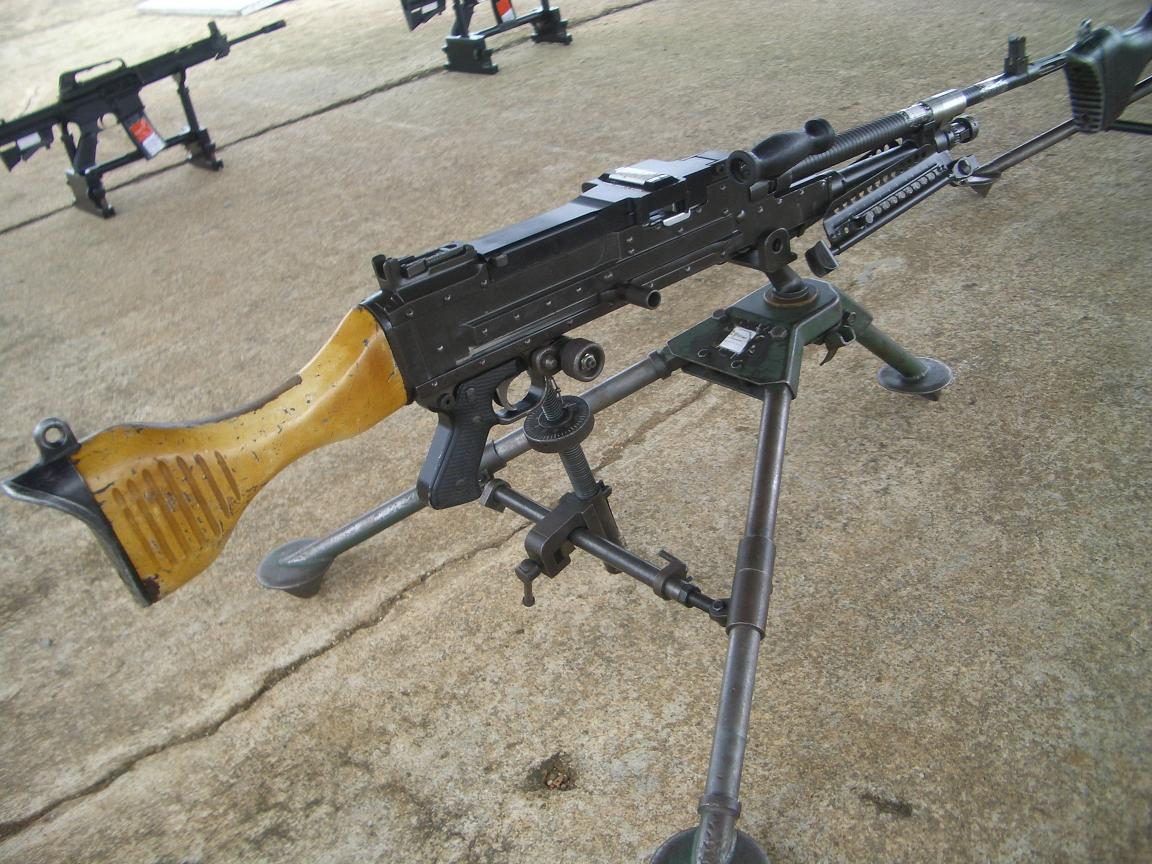
中華民國版本的FN MAG，T74排用機槍，圖中使用木製槍托。

T74排用機槍是中華民國陸軍為了接續已經服役多年的57式機槍，由聯勤205兵工廠參考比利時國營埃斯塔勒生產的FN MAG，並考量聯勤自身的工藝能力與戰術思想，再進行修改所自生研發的通用機槍，編號當中的「74」代表是在民國74年（1985年）完成預量產型而定名。T74修改的部分包括一些設計上的小細節，以改進FN MAG的缺點並更加適合中華民國軍人的平均體型與用槍習慣。

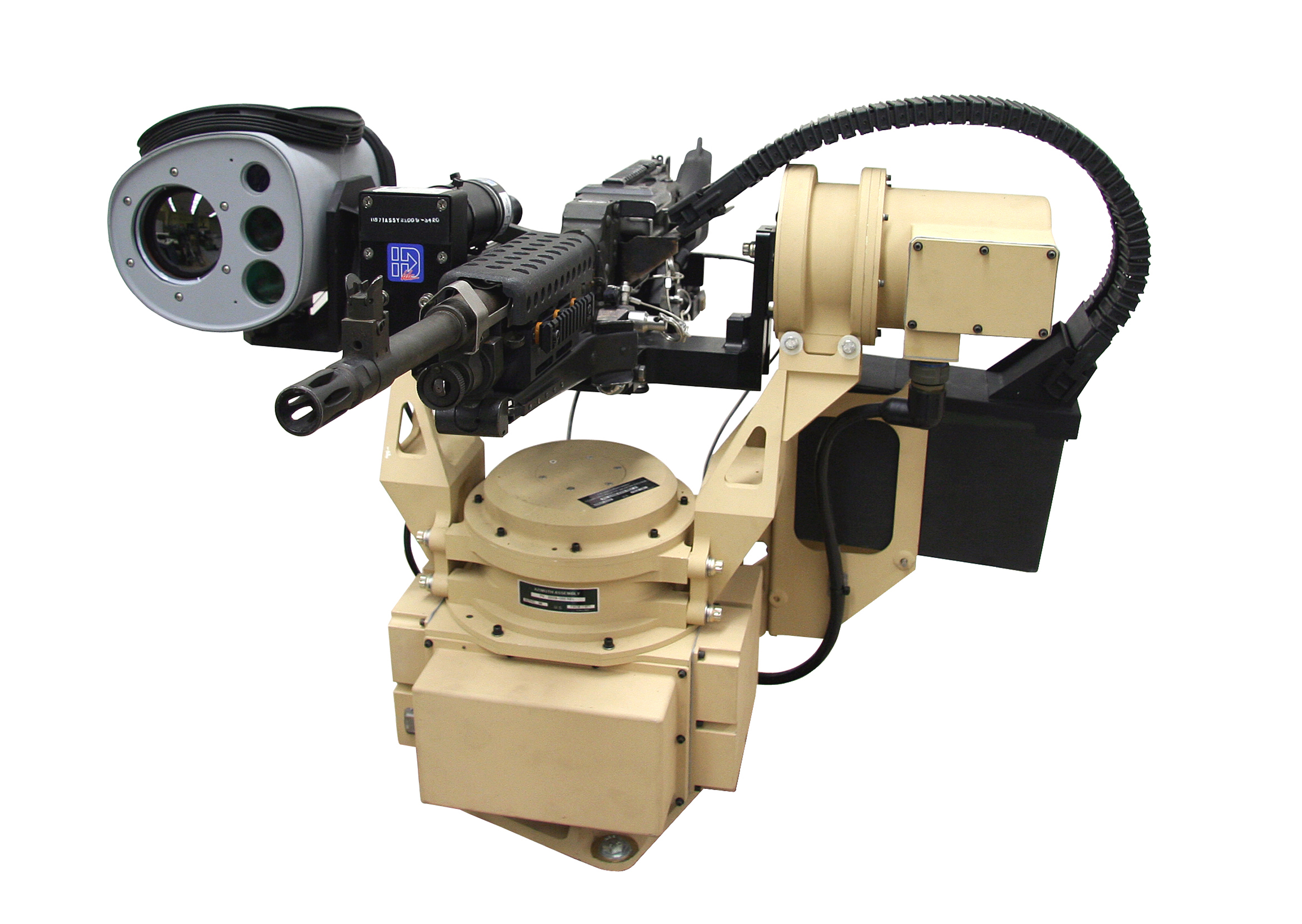
CROWS遙控武器系統以上的M240通用機槍。

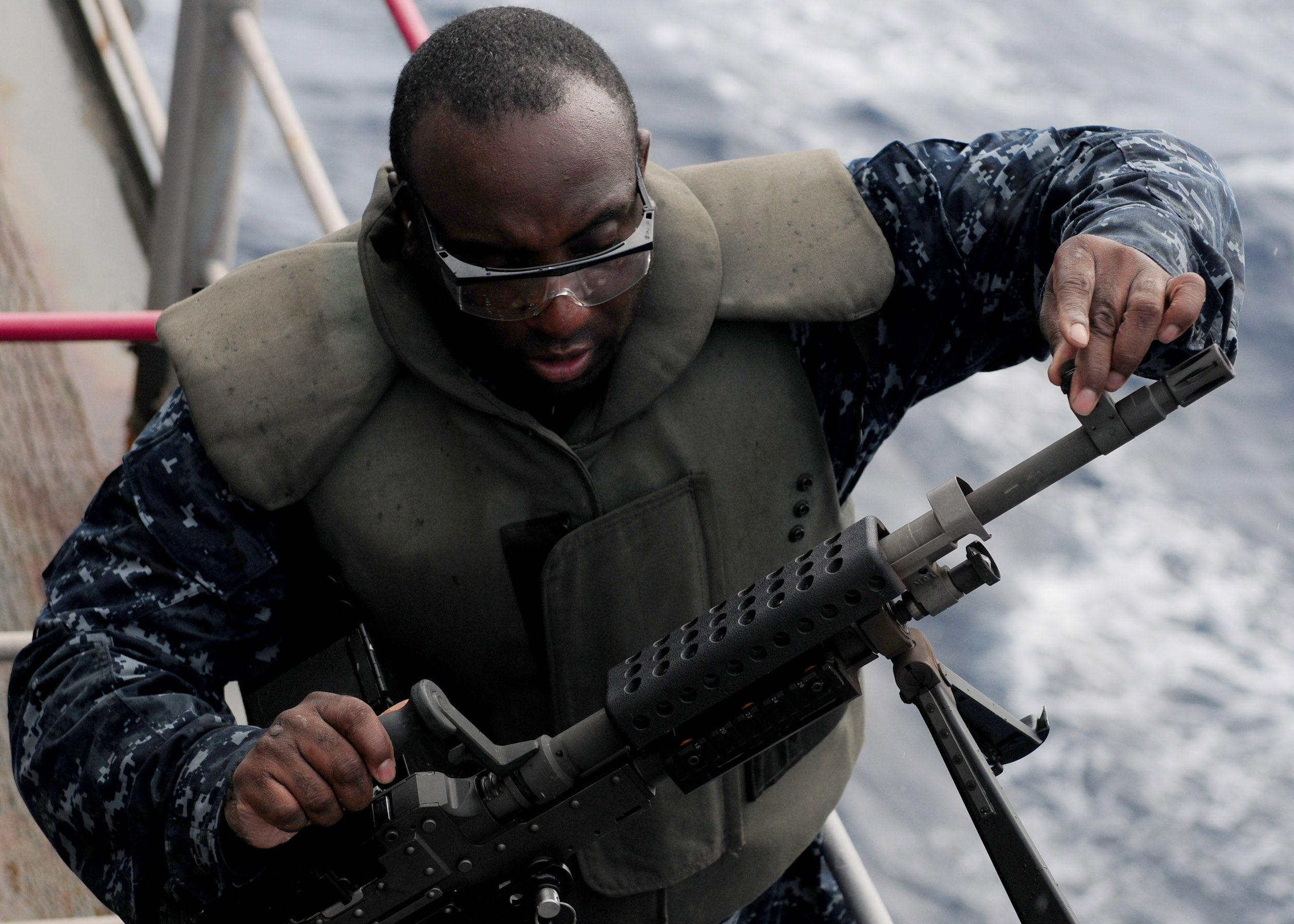
在M240B槍管以上的槍管隔熱罩。

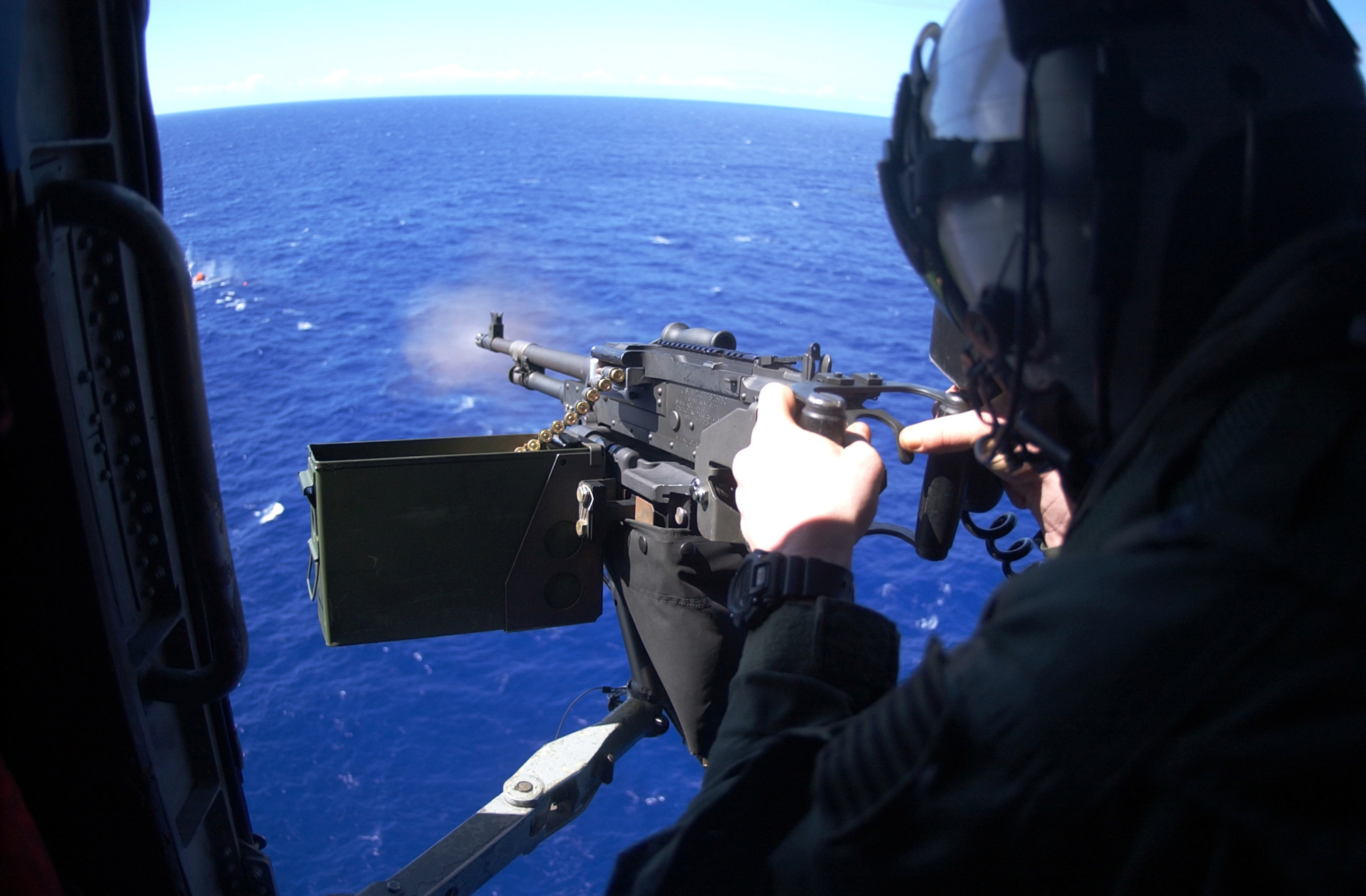
正在SH-60F海鷹直升機上射擊的M240D。

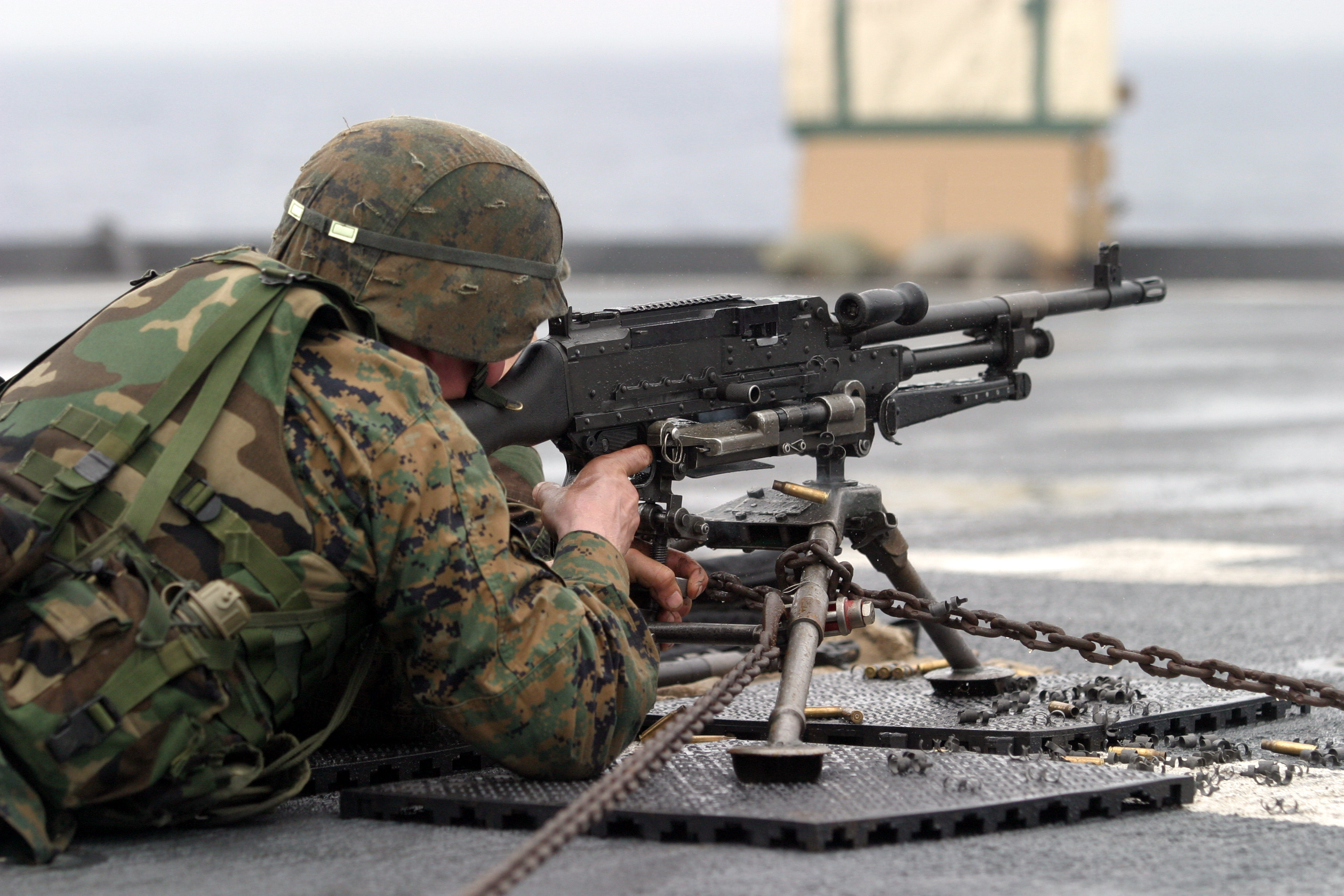
安裝在三腳架以上的美國海軍陸戰隊M240G。

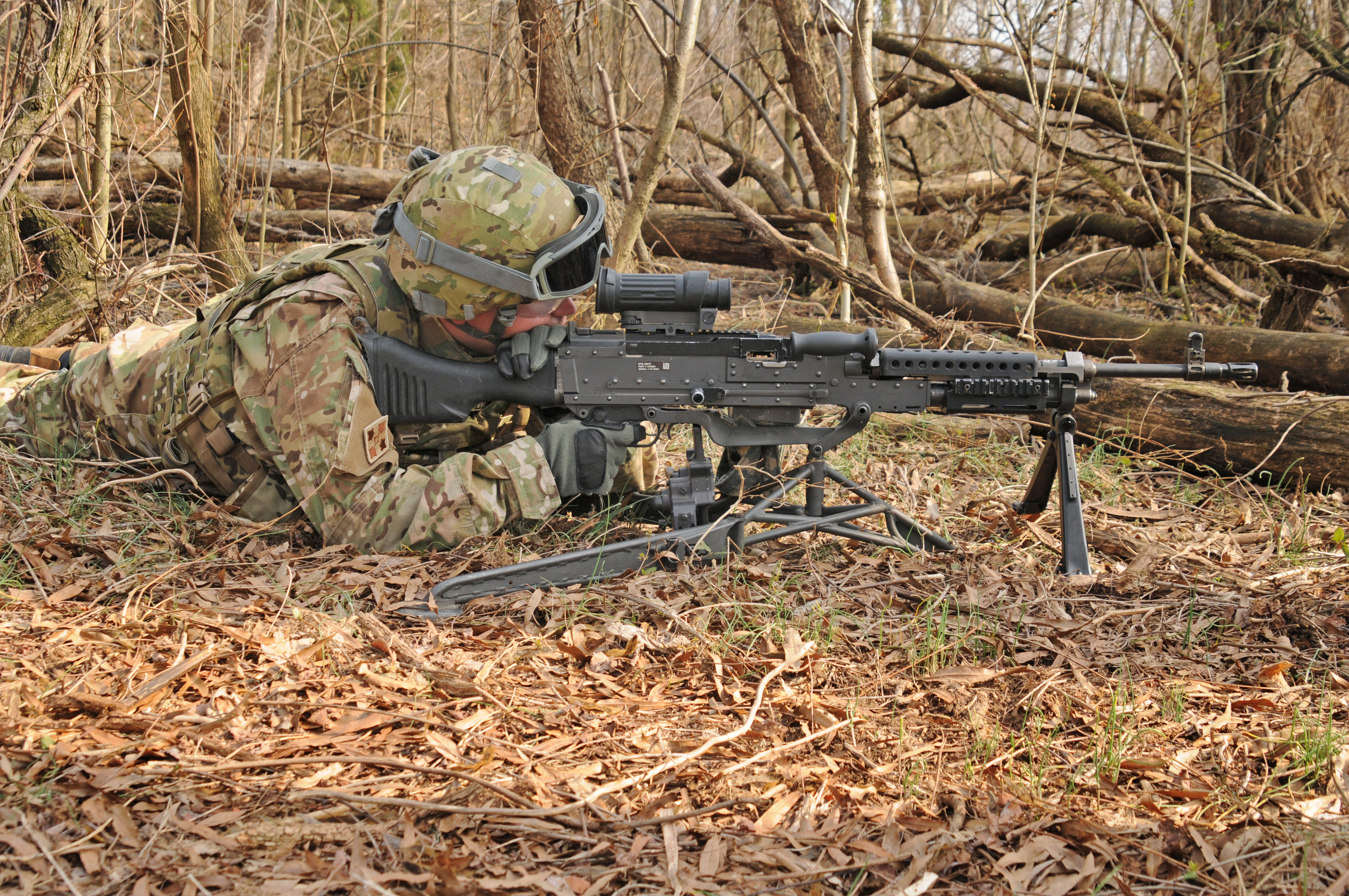
架設於M192輕型地面槍架以上的M240L通用機槍。系統重量降低了18.5 lb。

### 美國軍隊的衍生型
M240，正式名稱為M240 7.62毫米通用機槍（英語：Machine Gun, 7.62 mm, M240）是美國軍隊對FN MAG槍族的官方編號。
1977年，FN MAG被美国陆军首次採用，並由原來作為一挺砲塔的MAG 60.40同軸機槍型號安裝在M60「巴頓」和M1「艾布蘭」以上，並且命名為M240，在1980年代和1990年代之間慢慢地被採用在更多的用途上。最初美軍使用的M240在比利时生產。目前的M240系列則是由國營埃斯塔勒（英語：Fabrique Nationale de Herstal，簡稱：FN）在美国的全資分公司國營赫斯塔爾生产有限公司（英語：Fabrique Nationale Manufacturing Inc., LLC）在南卡罗来纳州哥倫比亞市所生產。後來，M240和M240E1（其後改進為M240D）被採用在裝上载具上的使用。這樣使它進一步普及至更多單位的用途，特別是陸軍和海军陆战队步兵。與M60相比以下，擁有許多與它的前身，即是FN MAG系統相同基本特徵的M240在耐久性及可靠性方面的結果都遠較前者卓越。而事實上，FN MAG所裝置的氣動式系統比M60的更為複雜，以至其生產成本增加以及全槍重量變得更為沉重，但卻給予了FN MAG系列更好的可靠性，並且降低了其對維護方面的要求。
M240亦有多個版本：
- M240：標準同軸機槍，以比利時原廠的MAG Model 60-40為藍本，但是使用不同的槍口上的消焰器及導氣箍上的氣體調節器。1977年時美国陆军採用M240並作為M60「巴頓」系列戰車的戰車機槍使用，取代了原來的M73和M219 7.62毫米口徑車載中型機槍，以及M85 .50英吋口徑重機槍。1980年代，美国海军陆战队將M240裝上LAV-25兩棲裝甲偵察車以及M1「艾布蘭」主戰坦克上使用。它具有電子控制擊發系統和重新裝填槓桿。
- M240B：為現代化M240G衍生型，具有連穿孔式隔熱罩（兼作為M240B的護木），在機匣蓋上方裝上的整合式MIL-STD-1913戰術導軌以便安裝各種型號的白天和夜間光学瞄準設備，一種新型合成槍托和新型彈藥的容器（戰鬥彈藥包）。M240B的重量為12.29公斤（27.1磅），全長1,231.9毫米（48.5英吋），槍管連槍口消焰器長551.18毫米（21.7英吋）。發射速率550—650發／分鐘。[6][7]1995年12月1日，M240B的原型M240E4被選為美國陸军目前的制式標準步兵中型機槍，取代了在試驗過程中擊敗了的M60E4，以及整個M60通用機槍系列。M240B也取代在海军陆战队服役的M240G，它同時也在美国空军、海軍和海岸警衛隊之中服役，是1990年代中開始裝備的M240型號。它配備了於設計時為了地面作戰用途而裝上的槍托和兩腳架，不過它也可以安裝在車輛上、船艦上和小型船艇上使用。它幾乎總是簡稱為“M240 Bravo”甚至在口頭上只稱為“240”，但是在書面上始終是寫作M240B。
- M240C：由M240改進而成，彈鏈供彈方向由左側改為右側，裝上M2及M3布萊德利步兵戰車及輕型裝甲車作為主要武器裝備的同軸機槍。M240C的重量為10.35公斤（22磅3盎司，22.8125磅），全長1,056.64毫米（41.6英吋），槍管連槍口消焰器長551.18毫米（21.7英吋）。發射速率650—950發／分鐘。[8][9]
- M240D：M240E1的升級型號，主要特徵是在機匣蓋上方裝上了MIL-STD-1913戰術導軌，以便安裝各種型號的光學瞄準設備。作為M240D的原型的M240E1也取消原有的槍托，並且配備了可以靈活運用的雙鏟型握把、整體式扳機和擊發機構。目前已經可於各種裝甲車輛的頂部槍架、軍用直升機的樞軸安裝槍架上廣泛使用。M240D可以裝上地面套裝（英語：Egress Package）以便從槍架拆卸下來以後作為自衞武器使用。M240D的重量為10.39公斤（22.9磅），全長1,056.64毫米（41.6英吋），槍管連槍口消焰器長551.18毫米（21.7英吋）。發射速率650—950發／分鐘。[10][11]
- M240E1：在1987年設計，並自那時以來在LAV系列輪式裝甲戰鬥車輛以上使用，取消原有的槍托，並且配備了可以靈活運用的雙鏟型握把、整體式扳機和擊發機構。
- M240G：在1990年代早期美国海軍陸戰隊和第75游騎兵團購買了M240G以取代M60E3。M240G可安裝在M122A1三腳架上用作固定防衛用途，也可用於車輛及飛機安裝槍架上。M240G的重量為11.61公斤（25.6磅），全長1,245毫米（英吋）。發射速率650—950發／分鐘。[12]
- M240H（其前身為M240E5）：改進自M240D，在機匣蓋上方裝上了MIL-STD-1913戰術導軌，以便安裝各種型號的光學瞄準設備，槍口消焰器並得到改進，使用鋁製供彈系統，隨槍附設改裝套件使其可以更迅速地換裝為步兵使用，其餘與M240D相同。M240H總重量為11.94公斤（26.3125磅），全長為1,046.16毫米（41.1875英吋），槍管長度為600.08毫米（23.625英吋）。發射速率550—650發／分鐘。[13]
- M240L（又稱：M240B重量減輕計劃，其前身為M240E6）：改進自M240B，由美軍著手研製，減輕現有的M240B重量2.49公斤（5.5磅）。[14]為了實現減少18％的重量同時仍能保持強度，M240L使用高強度低重量而且不容易鏽蝕的钛合金金屬物料製造以及改良機匣等主要部件的生產方式達到減輕槍身的重量。這種生產模式的改進會降低士兵的作戰負重，同時亦會令使用這武器時的機動性提高、搬運裝卸都變得更容易和基礎保養所需要的次數減少，以及在惡劣作戰環境以下更為可靠。使用12英吋短槍管（仍然可以使用M240B的長槍管）、新型可伸縮調節式管狀槍托（仍然可以使用M240B的固定式槍托；操作方式與M4卡賓槍相同，射手可以按照自身的體型調整槍托長度）、與M16／M4槍族相同的手槍握把（取代原來M240B的厚實鋼芯手槍握把）、改進型槍管隔熱罩（並且加裝效果更好的隔熱片）、加長型拉機柄以及在供彈口下方加裝了尼龙製彈鏈袋固定扣。M240L總重量為10.1公斤（22.3磅），使用短槍管時全長為1,130.3毫米（44.5英吋）。發射速率550—650發／分鐘。

### 中華人民共和國的未授權仿製型
CS/LM1型通用機枪（前稱：CQ 7.62毫米通用機槍；“CQ”为源自「长庆」的拼音（Cháng Qìnɡ）首字母）是FN MAG的未授權仿製型。與FN MAG外觀上最大的區別是帶緩衝器的可調節式鋁合金槍托以及托底板上的硫化軟橡膠層。该枪在2006年正式通过了外贸设计定型，并正式命名为CS/LM1型7.62毫米通用机枪。

## 使用國

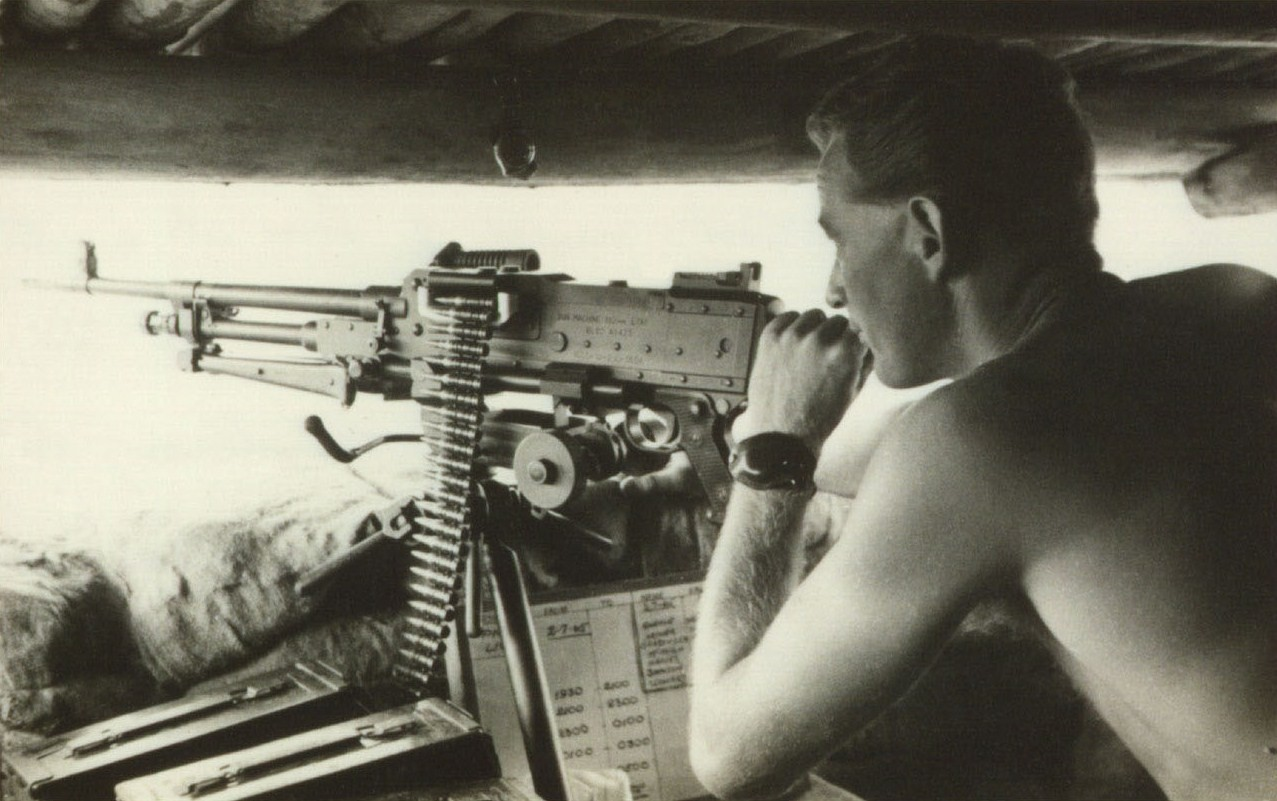
在1965年印尼-馬來西亞衝突，一名駐守在婆罗洲英國L7A1通用機槍陣地的澳大利亞士兵。

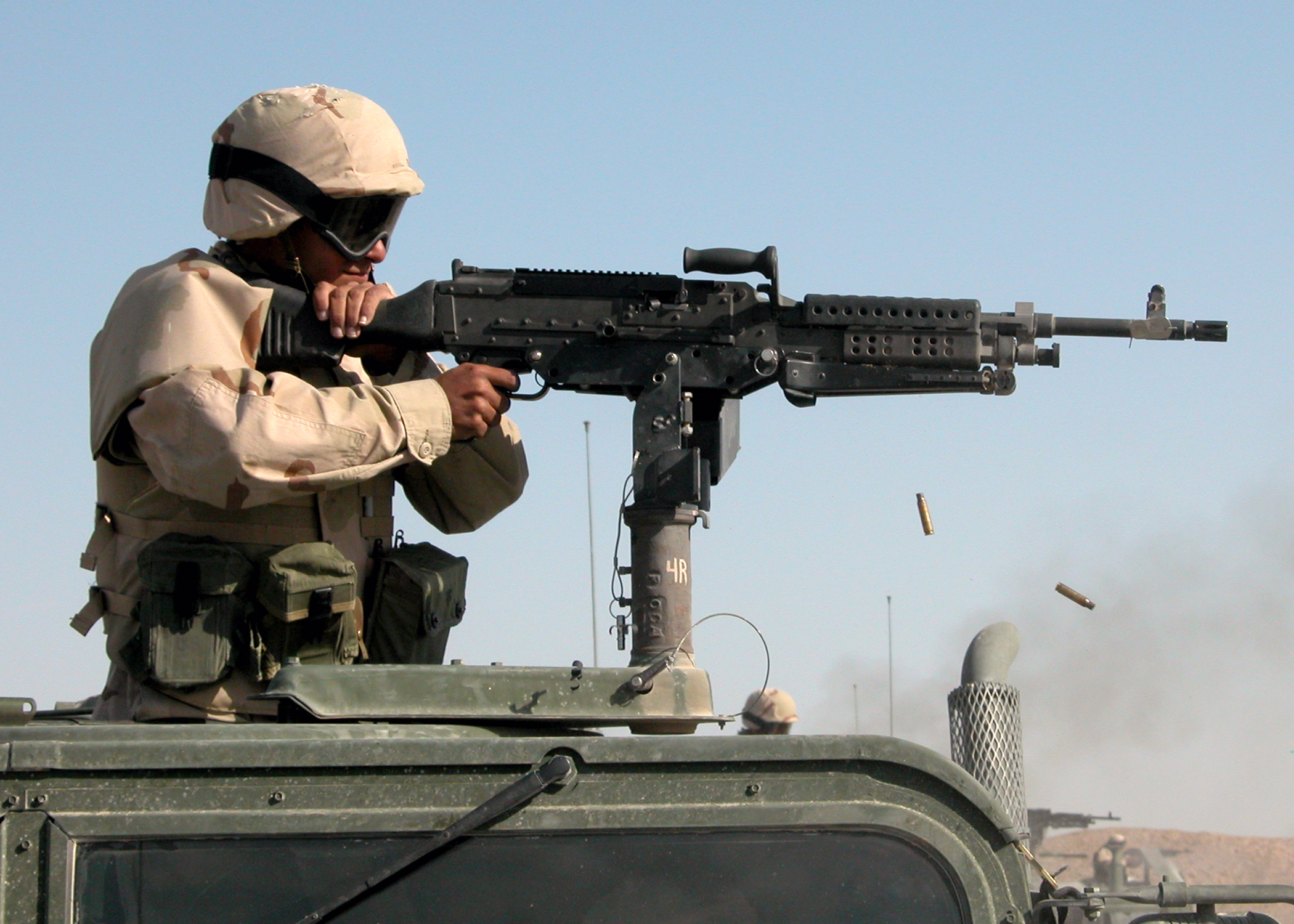
正在悍馬汽車上以其裝上旋轉式槍架的M240B射擊的美国海军工程营士兵。

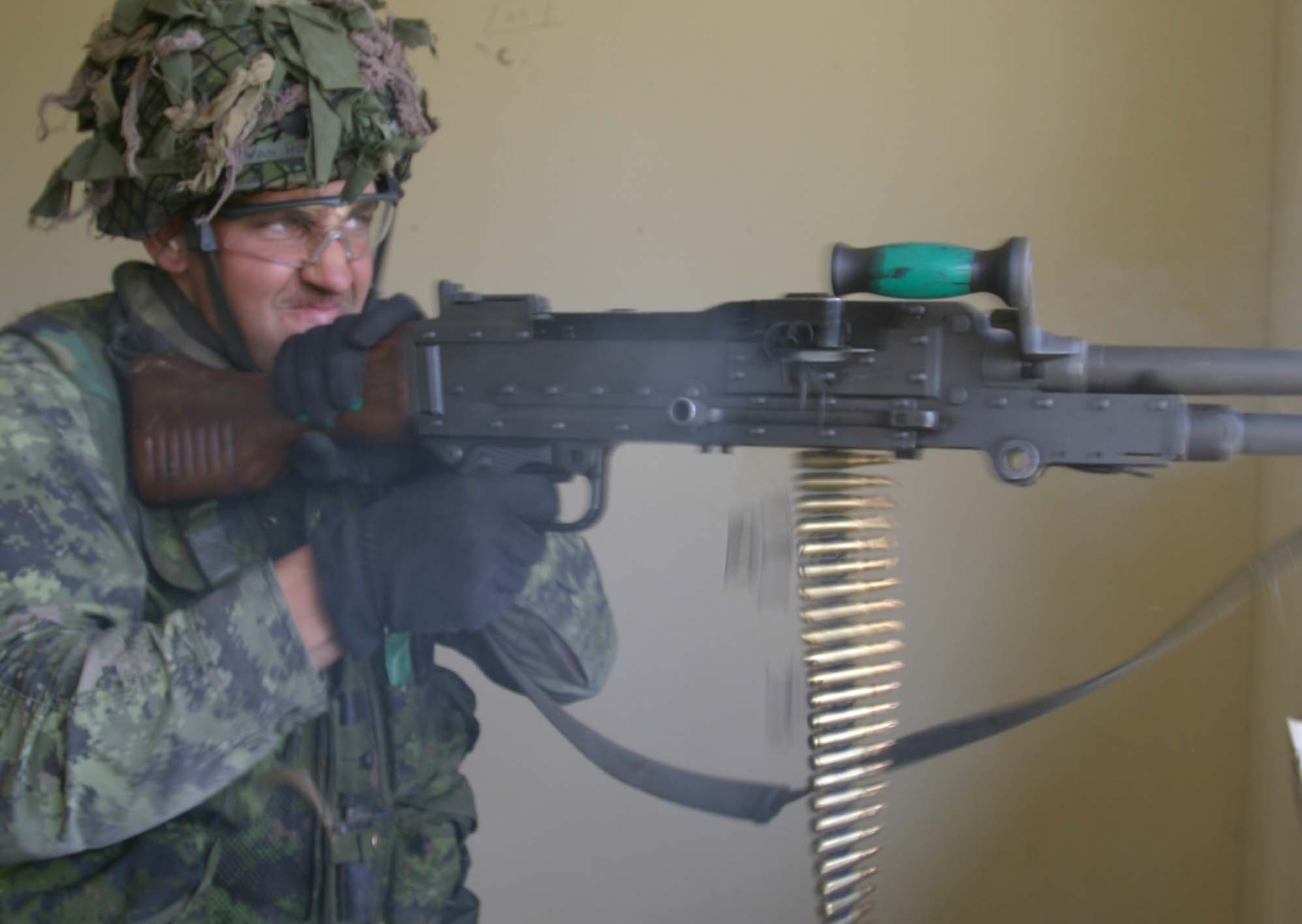
一名加拿大士兵以FN MAG的衍生型C6射擊。

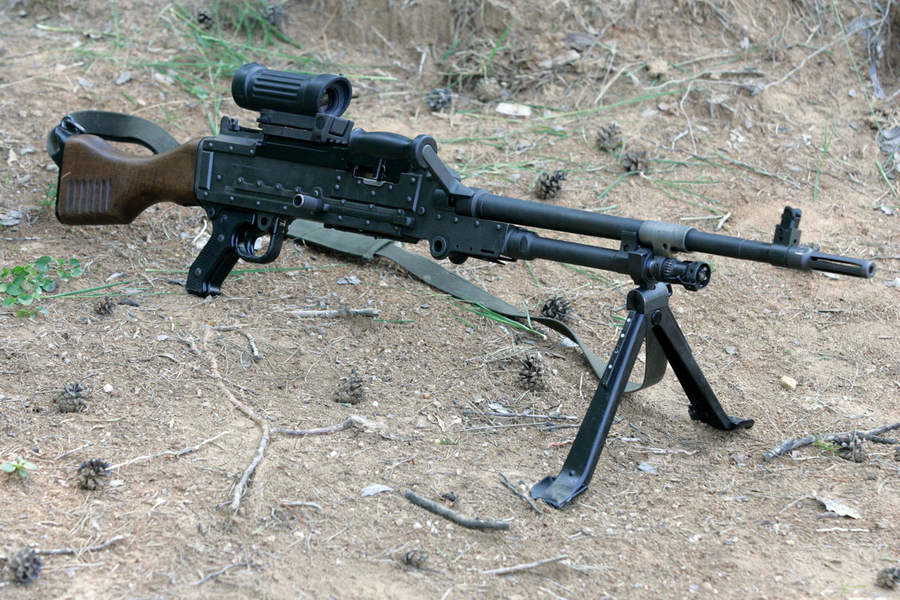
裝上了C79光學瞄準鏡的斯洛文尼亞武裝部隊FN MAG

- 阿富汗
  - 阿富汗國民軍（M240）
- 阿富汗伊斯蘭酋長國
  - 伊斯蘭酋長國軍（M240）
- 阿尔巴尼亚[18]
- 阿根廷
  - 阿根廷陸軍（英语：Argentine Army）：為FN MAG，在購買首批超過二十年以後命名為7,62 Ametralladora Tipo 60-20 MAG。由阿根廷國營兵工廠（英语：Fabricaciones Militares）（簡稱：FM）授權生產。[19][20]
- - 澳大利亚国防军：FN MAG被命名為MAG 58[21]。
  - 澳大利亞海關和邊境防護局（英语：Australian Customs and Border Protection Service）[22]
- 奥地利
  - 奧地利陸軍（英语：Austrian Army）:FN MAG被命名為7,62 mm MG FNMAG/Pz，部署在烏蘭式裝步戰車和豹2A4主戰坦克上使用[23][24][25]。它亦被新型賽考斯基S-70A-42“黑鷹”直升機用作機載武裝[23]。
- 巴哈马
- 巴林
- [25]
- 比利时
  - 比利時國防軍：命名為MAG M2和MAG M3（同軸機槍版本）。[25][26]
- [25]
- 百慕大
- 玻利维亚[25]
- [25]
- 巴西
  - 巴西陸軍（英语：Brazilian Army）：命名為M971[27]。
- [25]
- 布吉納法索[25]
- [25]
- 喀麦隆[25]
- 柬埔寨
- 加拿大
  - 加拿大軍隊：命名為C6 GPMG，[28]主要是作為一挺排級支援武器使用。[29]每個步槍排都會分配到兩挺C6通用機槍。C6 GPMG也安裝在各種車輛上，包括LAV III装甲车、狼式偵察車、豹C2主戰坦克以及G-Wagon LUVW。在這些車輛中的C6 GPMG作為同軸機槍和樞軸安裝機槍，並且用以提供步兵的火力支援或是車輛本身的局部防禦。
- [25]
- 智利[30]
- 哥伦比亚[25]
- 古巴[25]
- 賽普勒斯[25]
- 刚果民主共和国[25]
- 丹麦[31]
- [25]
- [25]
- [25]
- 埃及
  - 埃及武裝部隊：由馬迪工程業公司授權生產。[3][19][32]
- 爱沙尼亚
  - 愛沙尼亞國防軍：採用瑞典製造版本（Ksp 58B）。[33]
- 法國
  - 法國武裝部隊：於2011年購買500挺機槍，未來將再增購一批額外的10,000挺機槍。[34]
- 加彭[25]
- [25]
- [25]
- 格瑞那達
- [25]
- 希腊
  - 希臘武裝部隊
  - 希臘警察特別反恐單位（英语：Special Anti–Terrorist Unit (Greece)）[35]
- 海地[25]
- [25]
- 英屬香港
  - 皇家香港軍團（L7 GPMG）[36]
  - 駐港英軍（L7 GPMG）
- 印度
  - 印度武裝部隊：由軍械工廠委員會授權生產。[3]
- 印度尼西亞
  - 印尼武裝部隊[37]：由PT Pindad（英语：Pindad）授權生產，命名為SPM2 GPMG。[38]
- 伊拉克[39]
- 伊拉克库尔德斯坦
  - 佩什梅格
- 愛爾蘭
  - 愛爾蘭國防軍：命名為GPMG或MAG。[40]
- 以色列
  - 以色列國防軍[41]
- 牙买加
  - 牙買加國防軍：作為营級火力支援武器。[42]
- 日本
  - 陸上自衛隊（M240）
- 约旦[43][44]
- [45]
- 科威特[46]
- 拉脫維亞
  - 拉脫維亞國家武裝部隊：採用瑞典製造版本（Ksp 58B）[47]。
- 黎巴嫩
- 賴索托
- 利比亞
- 立陶宛
  - 立陶宛武裝部隊[48]
- 盧森堡
  - 盧森堡大公國軍[49]
- 马来西亚
  - 馬來西亞武裝部隊
- 马拉维
- 馬爾地夫
- 馬爾他
- 模里西斯
- 墨西哥[30]
- 摩納哥
  - 王太子卡賓槍騎兵連（英语：Compagnie des Carabiniers du Prince）[50]
- 摩洛哥
  - 摩洛哥皇家武裝部隊（英语：Royal Moroccan Armed Forces）：採用FN MAG 60-20步兵用T1型。[51]
- 緬甸
- 纳米比亚
- 尼泊尔
- 荷蘭
  - 荷蘭武裝部隊[52]
- 新西兰
  - 紐西蘭國防軍：於1976年最初購買由英國製造的L7A2版本的MAG。現在已被比利時所製造的MAG-58的多個版本所取代，它們最初就是作為引進NZLAV計劃的一部分連帶引進服役。現在紐西蘭國防軍使用的FN MAG同時作為步兵輕機槍用途、一挺裝在LOV和UH-1H上的靈活安裝機槍以及作為一挺重型持續火力機槍。[53]
- 尼加拉瓜
- 奈及利亞
- 北馬其頓
- 挪威
  - 挪威國防軍[54]
- 阿曼
- 巴基斯坦
  - 巴基斯坦陸軍[55]
- 巴拿马[30]
- 巴拉圭
- 秘魯
- 菲律賓
- 波蘭
  - 波蘭武裝力量（英语：Military of Poland）行動應變及機動組（M240B）[56]
- 葡萄牙
- 中華民國
  - 中華民國國軍：包括本土生產型T74排用機槍
    - 中華民國陸軍：CM-11、UH-60M黑鷹直升機
- 羅德西亞[57]
- 羅馬尼亞
- 卢旺达
- 圣基茨和尼维斯
- 圣卢西亚
- 沙烏地阿拉伯
- 塞舌尔
- 新加坡
  - 新加坡武裝部隊：由目前為新科工程的一部份的新加坡軍械研發和工程公司進行特許生產。新加坡生產了兩個版本，一種是配備了兩腳架的步兵突擊衍生型，另一種是裝上裝甲車輛或車輛固定座架上的共軸型號。每個步兵排都發配一挺FN MAG。它總是被簡稱為GPMG或者乾脆地簡稱為MG。
  - 警察海岸保衛處[19]
- 斯洛維尼亞[58]
- 南非[25]
- 南蘇丹
- 斯里蘭卡
- 苏丹
- 苏里南
- 瑞典
  - 瑞典國防軍：命名為Ksp 58。[59][60]
- 瑞士
- 坦桑尼亚
- 泰國
- 多哥
- 千里達及托巴哥
- 突尼西亞
- 土耳其[25]
- 乌干达
- 乌克兰
- 阿联酋
- 英国
  - 英國武裝部隊：命名為L7。[3]
  - 民間核設施警察（英语：Civil Nuclear Constabulary）（L7）
- 美国
  - 美國武裝部隊：命名為M240。[61][62]
- 乌拉圭[30]
- 委內瑞拉[30]
- 越南[63]
- 葉門
- 尚比亞
- 辛巴威

## FN MAG與當代世界相若的通用機槍比較
|                      | 比利时 · FN MAG | 日本 · 住友62式通用機槍                | 美国 · 薩科防務M60   | 德国 · 萊茵金屬MG3                 | 法國 · 聖-艾蒂安AA-52                                     | 俄羅斯 · PK通用機槍            | 日本 · 74式車載機槍 | 美国 · 白朗寧M1918               | 美国 · 白朗寧M1919                | 中華民國 · 聯勤205廠T74 |
| -------------------- | --- | -------------------------------------- | -------------------- | ---------------------------------- | --------------------------------------------------------- | ------------------------------ | ------------------- | -------------------------------- | --------------------------------- | ----------------------- |
| 外觀                 | |                                        |                      |                                    |                                                           |                                |                     |                                  |                                   |                         |
| 採用年份             | 1958年 | 1962年                                 | 1957年               | 1969年                             | 1952年                                                    | 1960年代                       | 1974年              | 1917年                           | 1919年                            | 1985年                  |
| 重量（公斤）         | 11.79 | 10.7                                   | 10.5                 | 10.5 11.5（兩腳架） 27.5（三腳架） | 10.6（重型） 9.75（輕型）                                 | 8.99（兩腳架） 16.48（三腳架） | 20.4                | 7.2～8.8                         | 14.06（M1919A4）                  | 12.06                   |
| 全長（毫米）         | 1,263 | 1,200                                  | 1,077                | 1,225                              | 1,254（重型） 1,145（輕型）                               | 1,173                          | 1,085               | 1,214                            | 1,219（M1919A4） 1,346（M1919A6） | 1,260                   |
| 槍管長度（毫米）     | 487.5毫米（不連消焰器） 630毫米（連消焰器）                                                                         | 524                                    | 560                  | 565                                | 600（重型） 500（輕型）                                   | 658                            | 625                 | 610                              | 609                               | 546                     |
| 子彈                 | 7.62×51毫米 北約口徑                                                                                                | M80普通彈                              | 7.62×51毫米 北約口徑 | 7.62×51毫米 北約口徑               | 7.5×54毫米 法國口徑（AA-52） 7.62×51毫米 北約口徑（NF-1） | 7.62×54毫米 蘇聯口徑           | M80普通彈           | .30-06春田步槍彈 （7.62×63毫米） | .30-06春田步槍彈 （7.62×63毫米）  | 7.62×51毫米 北約口徑    |
| 發射速率（發／分鐘） | 650—1,000發／分鐘（理論射速） 250發／分鐘（戰鬥射速）                                                               | 大約600—650（最大射速） 80（持續射速） | ＜550                | 1,150（有±150的誤差）              | 700—900                                                   | 650                            | 大約700～1,000      | 300～650                         | 400～600                          | 600～800                |
| 槍口初速（米／秒）   | 840 | 855                                    | 853                  | 820                                | 840（重型） 830（輕型）                                   | 825                            |                     | 805                              | 853.6                             | 810—850                 |
| 有效射程（米）       | 600公尺（低伸火力） 800公尺（連兩腳架、點目標壓制） 900公尺（曳光彈藥劑燃料燒盡） 1,800公尺（連三腳架、面目標壓制） | 大約800                                | 1,500                | 800（兩腳架） 1,200（固定槍架）    | 1,200（重型） 600—800（輕型）                             | 1,000                          |                     | 548                              | 1,370                             | 1,200                   |

## 流行文化
FN MAG亦有在許多电影和电子游戏中現身，例如：

### 電影
- 2004年—《盧旺達飯店》：由比利時干預部隊（只裝上路虎吉普車）和盧旺達軍隊（裝上吉普車及士兵手持）所使用。
- 2004年—：充當MG08和MG08/15。「MG08」由德軍架設於碉堡裡使用；「MG08/15」被德軍飛機使用。
- 2005年—《撒哈拉》：裝在卡車和船隻上並且由馬修軍事獨裁者卡吉姆（Zateb Kazim，連尼·詹姆斯飾演）的部隊所使用。
- 2008年—：由緬甸水上巡邏艇上的機槍手所使用。
- 2011年—：由苏丹人民解放军部隊的盟友在一次伏擊中所使用。
- 2012年—《痞子英雄首部曲：全面開戰》：由「七軍團」少校所使用。
- 2012年—：由李·聖誕（Lee Christmas，飾演）在突擊隊的水上飛機和敵方的快艇追逐期間於飛機機頭上用以對敵方掃射。
- 2014年—：由浴血幫盟友戰壕（Trench，飾演）所使用。

### 電子遊戲
- 2000年—《三角洲特种部队：大地勇士》
- 2005年—《真實計劃》：2012年10月6日釋出的“福克蘭群島”版本，由阿根廷軍隊機槍手和裝在房子裡面的靜態防禦射手（裝上翻轉式防空瞄具）所使用。

### 小說
- 2014年—《刀劍神域外傳Gun Gale Online》：由“ZEMAL”小隊的「Tomtom」所使用。

## 資料來源
1. 1 2 3 4 5 6 7 8  . 國營埃斯塔勒生產有限公司. 2011  [2013-05-25]. （原始内容存档于2013-10-24）.
2. ↑  World Gun's FN MAG page. （页面存档备份，存于） Retrieved on November 21, 2008.
3. 1 2 3 4  Hogg, Ian (2002). Jane's Guns Recognition Guide. Jane's Information Group. ISBN 0-00-712760-X.
4. ↑  . Army.mod.uk.   [2011-06-24]. （原始内容存档于2013-01-10）.
5. ↑  . FN Manufacturing, LLC. 2006-10-12  [2011-01-16]. （原始内容存档于2010-12-23）.
6. ↑  . FNH USA Official Website. 2012  [2012-09-09]. （原始内容存档于2013-04-25）.
7. ↑  . FNH USA Official Website. 2012  [2012-09-09]. （原始内容存档于2012-10-30）.
8. ↑  . FNH USA Official Website. 2012  [2012-09-09]. （原始内容存档于2013-04-26）.
9. ↑  . FNH USA Official Website. 2012  [2012-09-09]. （原始内容存档于2013-01-22）.
10. ↑  . FNH USA Official Website. 2012  [2012-09-09]. （原始内容存档于2012-10-30）.
11. ↑  . FNH USA Official Website. 2012  [2012-09-09]. （原始内容存档于2013-01-22）.
12. ↑  . World.guns.ru.   [2012-07-30]. （原始内容存档于2016-08-27）.
13. ↑  . FNH USA. 2011  [2011-11-29]. （原始内容存档于2010-12-23）.
14. ↑  .   [2013-06-06]. （原始内容存档于2009-11-01）.
15. ↑  Popenker, Maxim & Williams, Anthony G., page 41.
16. ↑  .   [2013-06-06]. （原始内容存档于2014-12-10）.
17. ↑  .   [2013-06-21]. （原始内容存档于2009-06-02）.
18. ↑  .   [2013-07-06]. （原始内容存档于2013-06-27）.
19. 1 2 3  Multiplying the Sources. （页面存档备份，存于） Retrieved on October 5, 2008.
20. ↑  European arms exports to Latin America - An inventory. （页面存档备份，存于） Retrieved on August 15, 2008.
21. ↑  .   [2009-08-15]. （原始内容存档于2009-10-12）.
22. ↑  . Parlinfo.aph.gov.au.   [2011-06-24]. （原始内容存档于2016-01-08）.
23. 1 2  7,62 mm Maschinengewehr FN MAG 58. （页面存档备份，存于） Retrieved on April 2, 2008.
24. ↑  BMLV - Presseabteilung - Referat Internet. . Bmlv.gv.at.   [2011-06-24]. （原始内容存档于2014-07-14） （荷兰语）.
25. 1 2 3 4 5 6 7 8 9 10 11 12 13 14 15 16 17 18 19 20 21 22 23 24 25 26  Jones, Richard. . Jane's Information Group. 2009: 896–898. ISBN 0-7106-2869-2.
26. ↑  . Mil.be.   [2011-06-24]. （原始内容存档于2012-03-07） （荷兰语）.
27. ↑  .   [2008-09-16]. （原始内容存档于2007-10-11）.
28. ↑  . Army.forces.gc.ca. 2009-07-20  [2011-06-24]. （原始内容存档于2011-06-10）.
29. ↑  . Canadian American Strategic Review.   [2008-04-02]. （原始内容存档于2011-02-07）.
30. 1 2 3 4 5  Gander, Terry J.; Hogg, Ian V. Jane's Infantry Weapons 1995/1996. Jane's Information Group; 21 edition (May 1995). ISBN 978-0-7106-1241-0.
31. ↑  .   [2018-02-05]. （原始内容存档于2016-05-28）.
32. ↑  . En.calameo.com. 2010-08-04  [2011-06-24]. （原始内容存档于2012-03-25）.
33. ↑  . Mil.ee.   [2011-06-24]. （原始内容存档于2011-10-21） （爱沙尼亚语）.
34. ↑  . Fnherstal.com.   [2011-06-24]. （原始内容存档于2016-08-04）.
35. ↑   (PDF). Official Website of the Hellenic Police. July 2004  [2009-09-27]. （原始内容 (PDF)存档于2010-07-21）.
36. ↑  . The Royal Hong Kong Regiment (The Volunteers) Association.   [2021-06-16]. （原始内容存档于2021-06-16）.
37. ↑  . Hrvatski Vojnik Magazine.   [2010-06-12]. （原始内容存档于2010-08-22） （塞尔维亚-克罗地亚语）.
38. ↑  . ARMAS.   [2010-07-05]. （原始内容存档于2013-04-02） （西班牙语）.
39. ↑  Jones, Richard. . Jane's Information Group. 2009: 359. ISBN 0-7106-2869-2.
40. ↑  Army Weapons - General Purpose Machine Gun. （页面存档备份，存于） Retrieved on April 2, 2008.
41. ↑  . World.guns.ru. 2011-01-24  [2011-06-24]. （原始内容存档于2012-03-25）.
42. ↑  ncoicinnet. . Jdfmil.org.   [2011-06-24]. （原始内容存档于2012-03-25）.
43. ↑   (PDF).   [2013-06-06]. （原始内容存档 (PDF)于2012-05-18）.
44. ↑  Jones, Richard D. Jane's Infantry Weapons 2009/2010. Jane's Information Group; 35 edition (January 27, 2009). ISBN 978-0-7106-2869-5.
45. ↑  .   [2016-02-24]. （原始内容存档于2016-03-12）.
46. ↑  Gordon L. Rottman, Ron Volstad Armies of the Gulf War. ISBN 1-85532-277-3
47. ↑   (PDF).   [2008-06-03]. （原始内容 (PDF)存档于2008-10-01）.
48. ↑  . Kariuomene.kam.lt. 2009-04-17  [2011-06-24]. （原始内容存档于2017-07-09） （立陶宛语）.
49. ↑  . Armee.lu.   [2011-06-24]. （原始内容存档于2011-07-20） （法语）.
50. ↑  Giletta, Jacques.  1st. Taurus Editions. 2005. ISBN 2 912976-04-9.
51. ↑  Ezell, Eward. Small Arms Today (Stackpole, 1988).
52. ↑  . Defensie.nl.   [2011-06-24]. （原始内容存档于2012-05-24） （荷兰语）.
53. ↑  . Army.mil.nz. 2008-02-11  [2011-06-24]. （原始内容存档于2011-05-24）.
54. ↑  . Fnherstal.com. 2011-02-08  [2011-06-24]. （原始内容存档于2017-06-22）.
55. ↑  .   [2013-06-06]. （原始内容存档于2013-05-13）.
56. ↑  .   [2015-11-09]. （原始内容存档于2016-03-04）.
57. ↑  Cocks, Chris. . 30° South Publishers. 2009: 102. ISBN 0-9584890-9-2.
58. ↑  . Slovenskavojska.si.   [2011-06-24]. （原始内容存档于2017-01-13）.
59. ↑  Medeltung kulspruta 58. （页面存档备份，存于） Retrieved on October 9, 2008. （瑞典文）
60. ↑  Henrik Svensk. . SoldF.   [2011-06-24]. （原始内容存档于2017-07-15）.
61. ↑  .   [2013-06-06]. （原始内容存档于2013-01-22）.
62. ↑  .   [2013-06-06]. （原始内容存档于2013-07-09）.
63. ↑  .   [2015-10-12]. （原始内容存档于2016-03-04）.
64. ↑  發射日本國內生產的7.62×51毫米北約口徑彈藥

## 外部連結
- （英文）—FNH官方網站—MAG Standard
- （英文）—Modern Firearms—FN MAG（页面存档备份，存于）
- （英文）—Nazarian`s Gun`s Recognition Guide—FN MAG / M240（页面存档备份，存于）
- （英文）—Guns & Ammo.com—The Untold FN Story（页面存档备份，存于）
- （英文）—The Firearm Blog.com—
  - The French are adopting the FN MAG（页面存档备份，存于）
  - French Army adopts FN MAG with PANHARD WASP (Weapon under Armor for Self Protection)（页面存档备份，存于）
- （英文）—Tactical-Life.com—FN Herstal wins competition for 7.62 machine gun for French army.（页面存档备份，存于）
- （英文）—Military, Security and Civilian Guns and Equipment—Fabrique Nationale FN MAG GPMG（页面存档备份，存于）
- （英文）—Army Recognition－MAG FN Herstal machine gun technical data sheet description specifications information intelligence（页面存档备份，存于）
- （英文）—YouTube上的The Swedish Ksp 58 on the range
- （英文）—YouTube上的Video of the Canadian C6 GPMG
- （英文）—YouTube上的C6 tracer fire
- （英文）—YouTube上的Canadians exercise with the C6
- （英文）—YouTube上的Video of the L7A2 GPMG in British service
- （日語）—YouTube上的Video of operation
- （简体中文）—D Boy Gun World（槍炮世界）—FN MAG首页（页面存档备份，存于）
- （简体中文）—新浪网—L7A2通用机枪--仿比利时FN MAG
- （简体中文）—新浪新闻—比利时展示FN MAG式7.62毫米机枪变型（页面存档备份，存于）
- （简体中文）—新浪网—轻兵器专题—比利时FN公司MAG 7.62mm通用机枪（页面存档备份，存于）
- （繁體中文）—Civilian Gunner—FN M240（页面存档备份，存于）